# Bajanzag

Bajanzag in de Gobiwoestijn.

Bajanzag (Mongools: Баянзаг), ook wel de Flaming Cliffs (Vlammende Rotsen) genoemd, is een regio in de Gobiwoestijn die zich bevindt in Mongolië. De Amerikaanse paleontoloog Roy Chapman Andrews bezocht het gebied in de jaren twintig van de twintigste eeuw tijdens de Centraal-Aziatische Expedities en gaf het de naam Flaming Cliffs vanwege de vlammend-oranje gloed van de rotsen.
In Bajanzag zijn belangrijke fossiele vondsten gedaan. Het gebied is vooral beroemd geworden als de allereerste vindplaats van dinosauruseieren. Ook zijn er resten van Velociraptor gevonden en van Zalambdalestes, een van de vroegste zoogdieren.

## Geologie
Zo'n 70 miljoen jaar geleden werd in dit droge gebied door winderosie zand afgezet. Tussen dit zand vonden we in de dalen grotere stenen en langs de tijdelijke rivieren stroomden de kleinere deeltjes weg. Door drukveranderingen klitte dit zand op sommige plaatsen samen tot voornamelijk zandsteen. De grotere stenen vormden conglomeraat en waar de rivieren lagen vinden we vandaag kleisteen.
Waar komt dit zand vandaan? Tijdens het Mesozoïcum beweegt een microcontinent, ongeveer wat nu Noord-China is, naar het noorden tegen een microcontinent, wat nu Zuidoost-Siberië is. Bij deze botsingen ontstaan plooien in het bestaande materiaal en krijgen we een reeks van vulkanen in het zuidelijke microcontinent. Dit alles komt door de botsing verder omhoog waardoor het gemakkelijk erodeert.
Na de botsing van India tegen het Euraziatische continent komt de zandsteen omhoog, waardoor erosie mogelijk is.